# Aristeas
Aristeas din Cipru (în greacă Αριστέας, transliterat: Aristeas, în latină Aristeas / Aristaeus, n.  ?) a fost un soldat din Cipru ce a servit în comanda lui Ptolemeu al II-lea Philadelphus, rege al Egiptului Ptolemaic. 
Scrierile sale reprezintă un izvor important pentru perioada sa. El este cea mai timpurie sursă care să ateste existența Bibliotecii din Alexandria. Tot el este cel care menționează pentru prima dată alcătuirea Septuagintei, prin traducerea din ebraică biblică în greacă comună.